# Grand'imperatrice vedova
Grand'imperatrice vedova (anche grand'imperatrice madre) (cinese e giapponese:太皇太后; pinyin: tàihuángtàihòu; rōmaji: taikōtaigō; coreano: 태황태후 (太皇太后); romaja: Tae Hwang Tae Hu; vietnamita: Thái Hoàng thái hậu (太皇太后) era un titolo dato alla nonna di un monarca cinese, giapponese, coreano o vietnamita nella sfera culturale cinese.
La grand'imperatrice vedova era preferita all'imperatrice vedova e aveva la precedenza sull'imperatore in termini di rispetto. Alcune grandi imperatrici vedove detenevano la reggenza durante l'infanzia dell'imperatore. Alcune delle più importanti imperatrici vedove estesero la loro reggenza oltre il periodo in cui l'imperatore era abbastanza grande da governare da solo. Ciò era visto come una fonte di tumulto politico, secondo le opinioni tradizionali degli storici cinesi.